# Doux (Deux-Sèvres)
Doux ist eine französische Gemeinde mit 213 Einwohnern (Stand 1. Januar 2022) im Département Deux-Sèvres in der Region Nouvelle-Aquitaine. Sie gehört zum Kanton La Gâtine und zum Arrondissement Parthenay.

## Geografie
Die Gemeinde liegt im Norden des Départements. Nachbargemeinden sind Assais-les-Jumeaux im Nordwesten, Craon im Nordosten, Massognes im Osten, Maisonneuve im Südosten, Cherves im Süden und Thénezay im Westen.

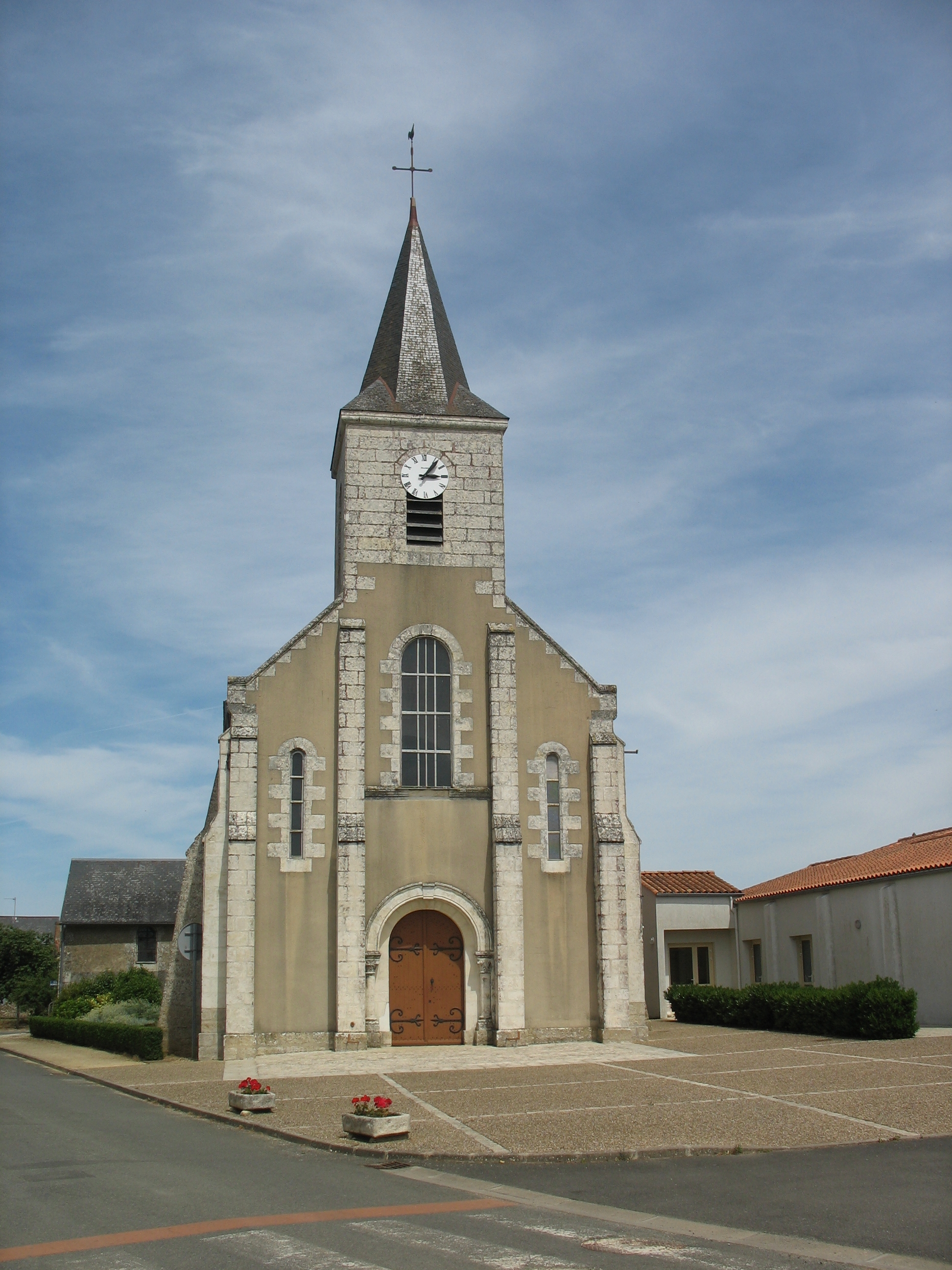
Dorfkirche

## Bevölkerungsentwicklung
| Jahr      | 1962 | 1968 | 1975 | 1982 | 1990 | 1999 | 2007 |
| Einwohner | 330  | 312  | 309  | 289  | 236  | 236  | 245  |